# Caherlehillan
Die frühkirchliche Einfriedung von Caherlehillan (irisch Cathair Leithuilleann [kɑhərʲ ˈlʲehəlʲən]) beim Weiler Kells, zwischen Cahersiveen und Glenbeigh, im Westen der Iveragh-Halbinsel im County Kerry in Irland wurde zwischen 1992 und 2004 ausgegraben.
Die Stelle, die namentlich mit keinem Gründer verbunden werden kann, präsentiert sich als kleines Dun, das die Reste einer Holzkirche, eines Schreins und zweier Cross Slabs aus der Mitte des 5. oder frühen 6. Jahrhunderts enthält.
Es gibt vier Pfostenlöcher, die die Eckpfosten der ursprünglichen Kirche charakterisieren. Die hölzerne Kirche war mit einem Holzaltar ausgestattet, der von einem einzigen Pfosten gestützt wurde, ähnlich dem auf der Steinpfeiler von Kilnaruane abgebildeten Altar. Auf der Südseite der Kirche lag vermutlich ein Sakrarium. Dies ist die früheste datierte Kirche Irlands und das kompletteste hölzerne Beispiel in Bezug auf seine liturgischen Merkmale, den Altar und das Sakrarium.
Im nordöstlichen Abschnitt der Einhegung liegt ein etwa 1,9 × 1,9 m messender Schrein vom Eckposten-Typ, der im 7. oder 8. Jahrhundert über einem früheren Grab, das vermutlich das des Gründers war, errichtet wurde. Es bestand im Wesentlichen aus einem Geviert aus großen Seiten- und Deckenplatten aus Sandstein und aufrechten Säulen an den Ecken. Sein Inneres war bis auf den irdenen Kern leer. In diesem Sinne ist der Schrein grundverschieden zu den Giebelschreinen, die anderswo in Irland gefunden wurden und anscheinend als Reliquien an funktionierten. Die meisten der anderen 18 Gräber auf dem Friedhof lagen auf der Langachse der Kirche und waren offenbar zeitgenössisch.
An der westlichen Seite des Schreins stehen eng benachbart zwei Cross Slabs, die etwa ins 7. Jahrhundert zu datieren sind. Die mit 1,15 m höhere Platte trägt ein lateinisches Kreuz mit stilisierten Enden und einem Rondell unter dem Kreuz. Die kleinere und breitere Platte ist mit einem Malteserkreuz versehen. Es wird angenommen, dass es sich im unteren Teil um ein Flabellum handelt, einen liturgischen Fächer der frühen Ostkirche. Über dem Kreuz ist ein stilisierter Pfau dargestellt, der eine Verbindung mit dem Flabellum darstellt. Der Dekorationsstil auf den beiden Platten und auf zwei weiteren hier gefundenen Fragmente, sowie die Anwesenheit von Gefäßen der B-Ware, deuten auf eine Verbindung zwischen dem Mittelmeer und Caherlehillan hin.
In der Nähe liegen das Steinfort von Caherlehillan, das Wedge Tomb von Caherlehillan South und die Steinreihe von Gortnagulla.